# God Save the South

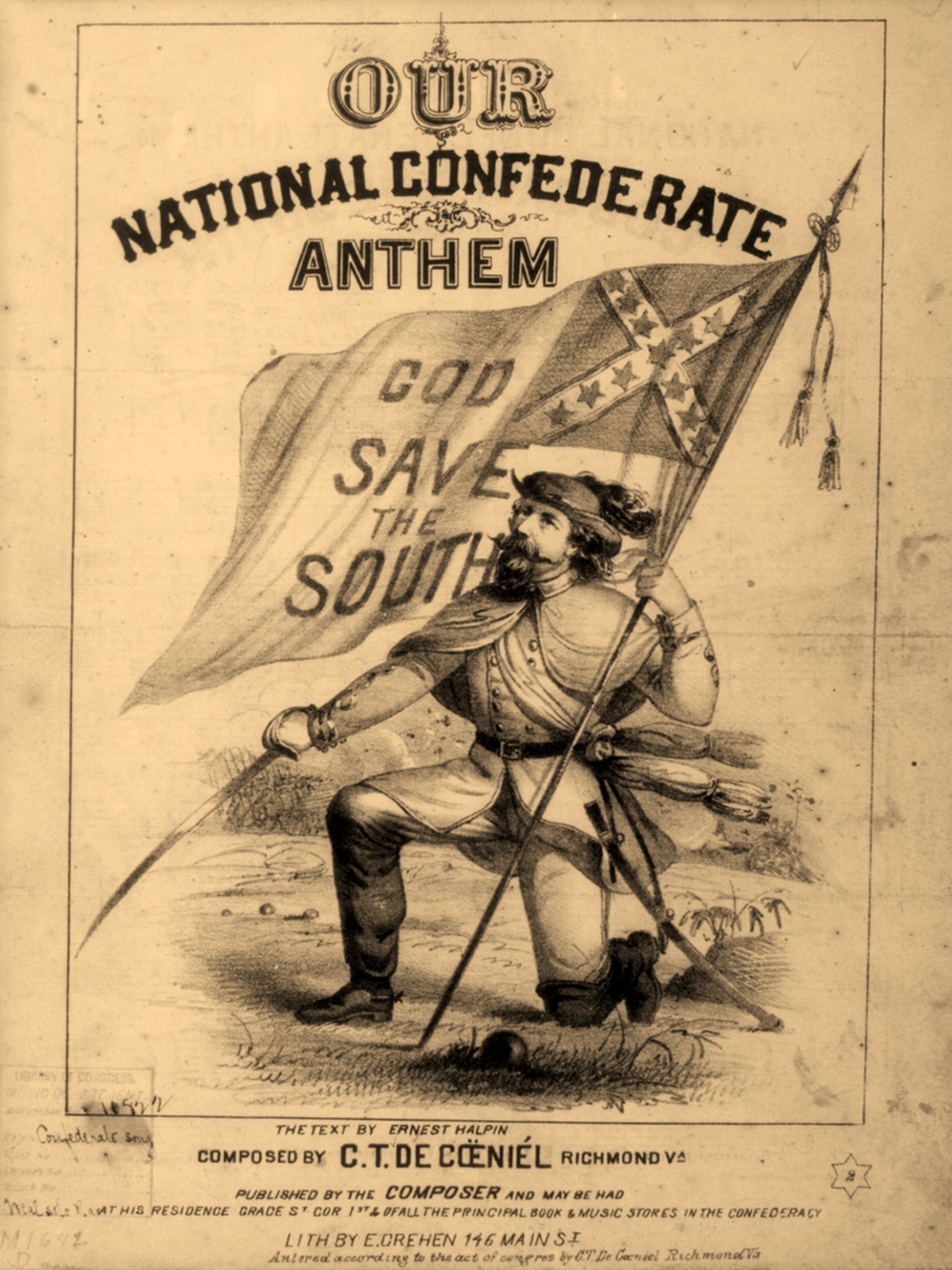
Omslag uit 1862.

God Save the South (God beware het Zuiden) was het onofficiële volkslied van de Geconfedereerde Staten van Amerika tijdens de Amerikaanse Burgeroorlog. Het werd geschreven door George Henry Miles onder het pseudoniem Earnest Halpin en gecomponeerd door Charles Wolfgang Amadeus Ellerbrock in 1861, kort na het uitbreken van de oorlog.
Later componeerde C. T. De Cœniél een andere melodie. Deze werd uitgebracht in 1862, vergezeld van een (voor die tijd zeldzame) omslag. De illustratie toont een knielende soldaat met een zwaard in de ene hand en in de andere The Stainless Banner, met daarop de tekst: "God Save The South".